# Thurmond (Virginie-Occidentale)
Pour les articles homonymes, voir Thurmond.
Thurmond est une municipalité américaine située dans le comté de Fayette en Virginie-Occidentale. Autrefois un important centre ferroviaire, Thurmond ne compte plus qu'une poignée d'habitants au XXIe siècle et est parfois considérée comme une ville fantôme.

## Géographie

Le plan de Thurmond (vers 1968).

Thurmond est située dans les gorges de la New River, dans le sud de la Virginie-Occidentale. La localité s'étend principalement du nord-ouest au sud-est, suivant le cours de la New River qu'elle surplombe.
Thurmond se trouve au centre du Parc national et réserve de New River Gorge, créé en 2021.
Selon le Bureau du recensement des États-Unis, la municipalité s'étend sur 0,09 milles carrés (0,23 km2).

## Histoire
La localité est nommée en l'honneur du capitaine William Dabney Thurmond, qui s'installe dans la région en 1844,. Thurmond acquiert en 1873 les terres sur lesquelles la ville sera fondée. Une première habitation y est construite en 1884.

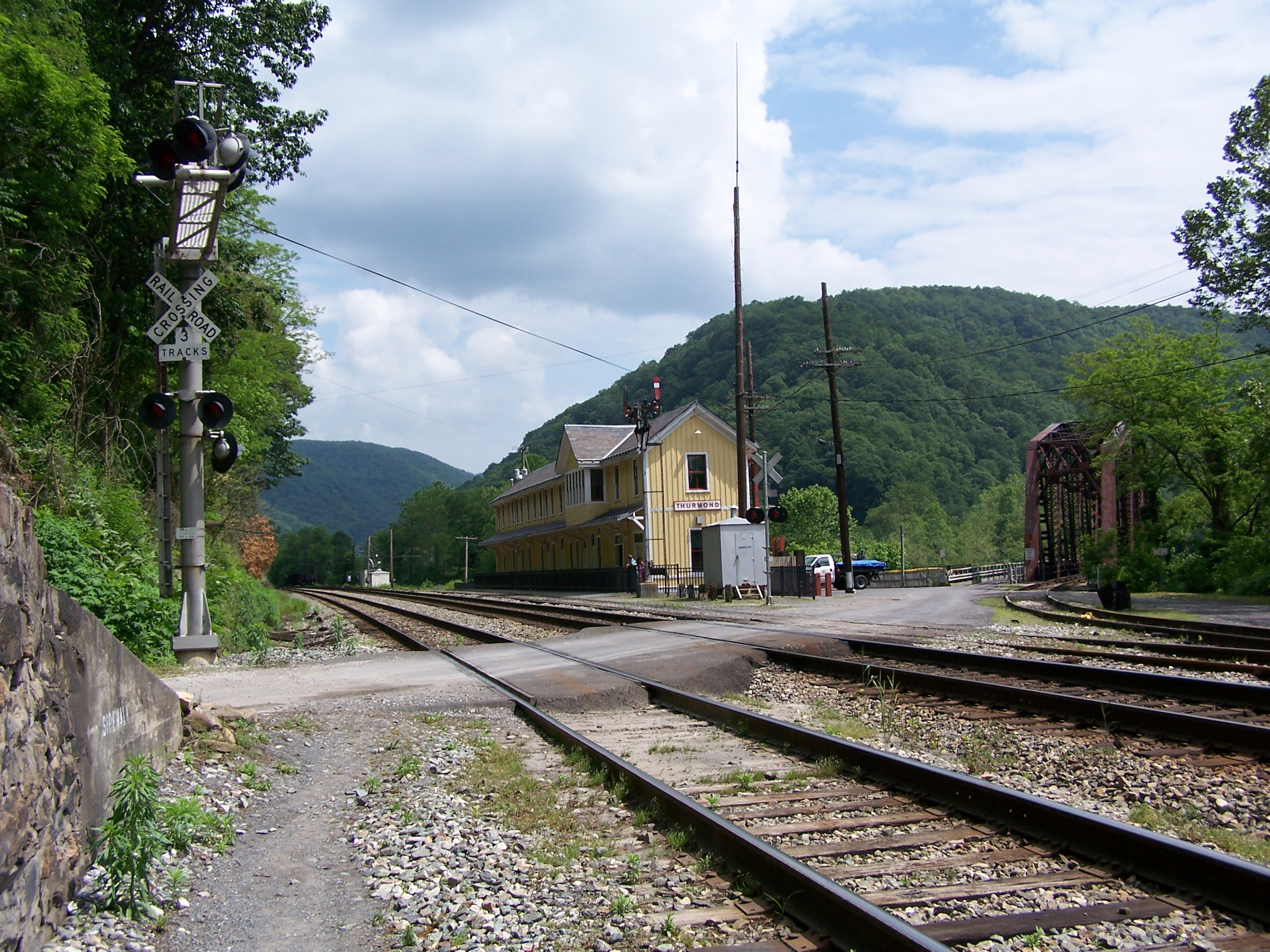
La gare de Thurmond.

Vers 1888-1889, le Chesapeake and Ohio Railway construit un pont sur la New River pour accéder aux mines de charbon situées au sud de la rivière. Thurmond devient le centre de contrôle des lignes permettant d'atteindre ces mines et se développe rapidement. Des bâtiments commerciaux sont construits près des voies et W. D. Thurmond construit une trentaine d'habitations pour les employés du chemin de fer. Thomas Gaylord McKell, qui possède les terres à l'est et au sud de Thurmond, fait quant à lui construire des saloons accueillant alcool, jeux d'argent et prostituées. La ville est alors surnommée la « Dodge City de l'Est ».
Thurmond devient une municipalité en 1903, sans inclure les terres de T. G. McKell. Elle commence à se dépeupler dans les années 1930 puis 1950, touchée par la Grande Dépression, le développement de l'automobile et le remplacement des locomotives à vapeur — fonctionnant au charbon — par des locomotives Diesel,. Le rafting et le tourisme deviennent alors la principale activité économique locale.
En 2015, les cinq habitants de Thurmond occupent chacun un poste au sein de la municipalité : trois sont conseillers municipaux, les deux autres sont respectivement maire et greffier. Cette même année, ils votent à l'unanimité pour interdire les discriminations contre les personnes LGBT. Il s'agit de la plus petite ville américaine à disposer d'une telle ordonnance locale.

## Patrimoine

Les trois bâtiments commerciaux construits entre 1901 et 1906.

En 1984, l'ensemble de la ville est inscrite au registre national des lieux historiques en tant que « district historique de Thurmond ».
Parmi les principaux bâtiments répertoriés sur le registre se trouvent la gare de Thurmond construite en 1888 (en anglais : Thurmond Station), trois bâtiments commerciaux édifiés entre 1901 et 1906 (le Goodwin-Kincaid Building, le Mankin-Cox Building et la National Bank of Thurmond), l'église de 1927 ainsi que plusieurs maisons construites entre 1900 et 1925.
En 1995, la gare a été restaurée et transformée en centre d'information touristique par le National Park Service. À partir de 2003, l'administration fédérale a acquis plusieurs autres bâtiments de la ville pour éviter qu'ils tombent en ruine.

## Démographie
Lors du recensement de 2010, Thurmond compte seulement 5 habitants. C'est la municipalité la moins peuplée de l'État.
Selon l'American Community Survey de 2019, la moyenne d'âge à Thurmond est d'environ 65 ans, contre 38 ans à l'échelle nationale. Tous ses habitants sont alors blancs, parlent l'anglais à la maison et sont diplômés de l'enseignement supérieur.